# 에이비프로바이오
에이비프로바이오(ABPro Bio Co. Ltd.)는 대한민국의 이중항체 항암제 기업이다. 본사는 대구시 달성군 유가면 테크노중앙대로 139에 위치해 있으며 대표이사는 양진상이다. 독점 항체 발굴 및 항체 공학(엔지니어링) 플랫폼을 이용해 차세대 항체 치료제를 개발한다
유지인트에서 현재사명으로 변경하였다.

## 상장
2015년 4월 13일 공모가 15,000원에 상장하였다.   

## 같이 보기
- 항암제

## 참고문헌
1. ↑  에이비프로바이오 "셀트리온 개발 급물살…마일스톤 수령 임박", 이데일리, 2024년 5월 7일
2. ↑  에이비프로바이오 美관계사, 나스닥 합병상장신고서 제출, 한국경제, 2024년 1월 23일
3. ↑  "유지인트, 亞 대표 이중항체 바이오 기업 변신 목표", 머니투데이, 2019.08.30
4. ↑  유지인트, 아이마켓, 2018년 4월 18일
5. ↑  유지인트, ‘선택’과 ‘집중’으로 자기만의 색깔 만든다, 키드, 2018년 4월 4일